# Гастон III де Фуа
Гастон III Феб (фр. Gaston III Fébus (Phœbus) de Foix; 30 апреля 1331, Ортез, Беарн — 1 августа 1391, Л’Опиталь-д’Орьон) — граф де Фуа, виконт де Беарн (Гастон X), де Марсан и де Габардан с 1343, князь-соправитель Андорры с 1343, сын графа Гастона II де Фуа и Алиеноры, дочери Бернара VII, графа де Комменж, гасконский военачальник во время Столетней войны.

## Биография

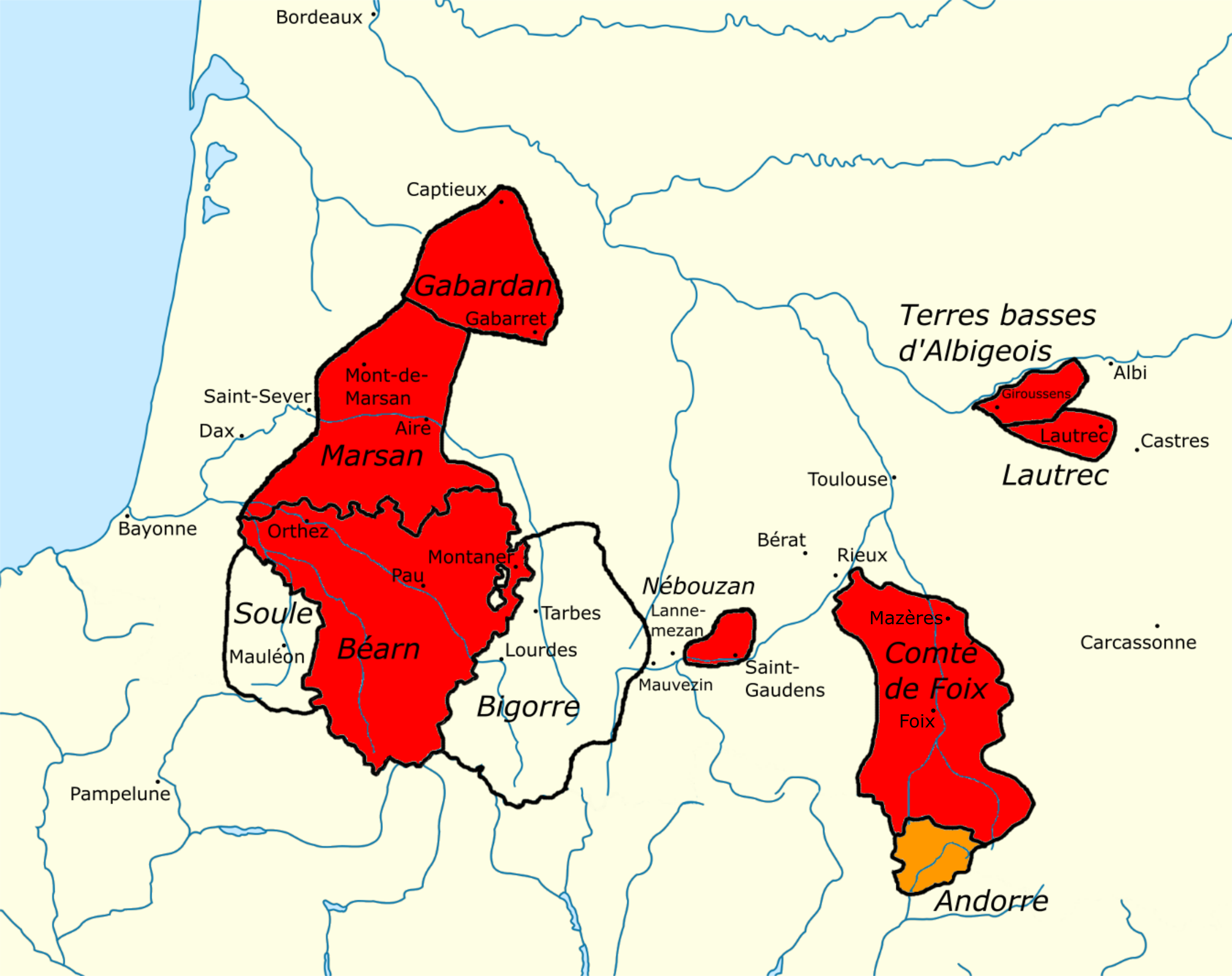
Владения Гастона III де Фуа

После смерти отца в 1343 году унаследовал родовые владения — графство Фуа, виконтство Беарн, Марсан и Габардан и сюзеренитет над Андоррой и ряд других владений. Первоначально регентшей была его мать, Алиенора де Комменж.
В 1345 году Гастону исполнилось 14 лет и он был объявлен совершеннолетним. По своим владениям он был одновременно вассалом короля Франции Филиппа VI (оммаж за Фуа) и Англии Эдуарда III (оммаж за Беарн), что привело к тому, что он был вынужден лавировать между двумя сторонами во время Столетней войны, по возможности сохраняя нейтралитет. Поэтому его владения относительно мало пострадали от военных действий.
Первоначально Гастон выступал на стороне Франции, в августе 1347 года он участвовал во французской экспедиции по освобождению Кале от осады.
В 1349 году Гастон женился на Агнес, сестре короля Наварры Карла II Злого, что сделало их союзниками, но после того, как Гастон после рождения сына выгнал жену, отношения с Карлом, при дворе которого нашла пристанище Агнес, испортились.
После вступлении в 1350 году на французский трон Иоанна II Доброго, поддерживавшего его наследственных врагов, Дом д’Арманьяк, отношения с Францией испортились. В июле 1356 года Гастон принёс присягу Иоанну II Доброму только за Фуа, отказавшись принести ему присягу за Беарн, которую от него потребовал король. В результате он был обвинён Иоанном II в измене и в участии в заговоре Карла II Злого и заключён в тюрьму. Освобождён он был после поражения французской армии в битве при Пуатье (19 сентября 1356 года), после чего отправился в Пруссию для того, чтобы вместе с Тевтонским орденом участвовать в походе против пруссов.
После возвращения во Францию в 1358 году Гастон вместе с Жаном III де Грайи, капталем де Буш, спас 9 августа герцогинь Нормандскую и Орлеанскую в городе Мо от восставших во время Жакерии крестьян, разогнав мятежную толпу.
Позже Гастон возобновил старинную феодальную распрю против графов д’Арманьяк. В январе 1360 года граф Жан I д’Арманьяк и его зять, Жан де Валуа, герцог Беррийский, захватили графство Фуа. 5 декабря 1362 года Гастон с помощью вольных отрядов разгромил армию графа Жана II д’Арманьяка, захватив самого графа в плен. Отпустил Гастон Жана только в 1365 году за огромный выкуп. Эти деньги позволили Гастону содержать в Ортезе пышный двор, но вражда между домами не прекратилась. Кроме того, Гастону приходилось бороться и против Жана Беррийского, назначенного королём Карлом V в 1373 году генерал-лейтенантом Лангедока. Только в 1377 году Гастон заключил перемирие с Жаном II д’Арманьяк, скреплённое браком между сыном Гастона и дочерью Жана Беатрис.
В 1367 году герцог Гиени Эдуард Чёрный Принц призвал Гастона участвовать в походе в Кастилию для восстановления короля Педро I Жестокого на троне, однако тот участвовать отказался, выплатив за это денежный взнос.
В мае 1380 года король Франции Карл V, недовольный действиями своего брата в Лангедоке, сместил его, назначив вместо него генерал-лейтенантом Лангедока Гастона. Однако после смерти Карла V в ноябре того же года Жан Беррийский опять получил Лангедок под свой контроль, что вызвало ярость Гастона. В течение двух лет он, поддерживаемый населением провинции, сражался против Жана, однако успеха не добился и удалился в свои горные владения, после чего не вмешивался ни в какие военные конфликты.
В 1381 году Гастон заподозрил своего единственного сына, Гастона, в заговоре против себя, в результате чего тот был брошен в темницу, где и умер от голода.
За время своего правления Гастон III превратил свои владения в один из наиболее влиятельных и могущественных доменов Франции. Двор в Ортезе, столице владений, был широко известен своей роскошью. Сам Гастон обладал очень хорошим художественным и литературным вкусом.

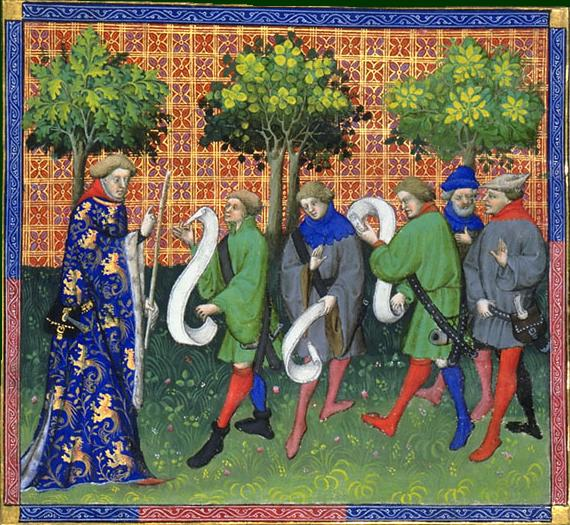
Трактат об охоте. Иллюстрация из книги

Будучи страстным охотником, Гастон написал «Книгу об охоте» (фр. Livre de la chasse) под заглавием «Miroir de Phebus des déduiz de la chasse des beste sauvaiges et des oyseaux de proye». Она считалась одним из лучших средневековых трактатов об охоте, посвящённых методам охоты, дичи и охотничьим собакам. Книга была продиктована переписчику с 1387 по 1389 годы и записана на французском языке, в то время как родным языком Гастона был беарнский. Гастон посвятил её герцогу Бургундии Филиппу Смелому. Книга использовалась до XVIII века (Пуатье, 1560 и Париж, 1620). Кроме того, Гастон написал «Книгу речей» (фр. Livre des oraisons). Напыщенный язык его книг вошёл в поговорку (faire du Phebus — говорить напыщенно). Также Гастон был большим любителем музыки и сам писал музыкальные произведения.
Умер Гастон в 1391 году. Поскольку он не оставил прямых наследников, то завещал свои владения королю Франции, который передал их представителю боковой ветви рода — Матье де Фуа, виконту де Кастельбон, правнуку Гастона I де Фуа.

## Брак и дети
Жена: с 4 августа 1349 года (развод в декабре 1362) Агнес д’Эврё (умерла в 1396/1400), дочь Филиппа III д’Эврё, графа д’Эврё и короля Наварры, и Жанны II Французской, королевы Наварры. Дети:
- Гастон (умер в 1381); жена: с 1379 Беатрис, дочь Жана II, графа д’Арманьяк

Кроме того, Гастон III имел нескольких незаконных детей:
- Гарсия (умер в 1399); жена: Анна де Лаведан
- Жан (умер 28 января 1392), сгорел заживо во время Бала объятых пламенем.
- Пере Арно
- Бернар де Фуа, вступил в брак с наследницей дома де Ла Серда, удостоился в Кастилии титула графа Мединасели, родоначальник рода, до 1711 года носившего титул герцога Мединасели (потомки по женской линии продолжают носить этот титул).

## В культуре
Гастон III стал персонажем повести Александра Дюма-отца «Монсеньор Гастон Феб».